# 데어 윌 비 블러드
《데어 윌 비 블러드》(영어: There Will Be Blood)는 폴 토머스 앤더슨이 감독한 2007년 공개된 미국의 영화이다. 2008년 아카데미상 시상식에서 남우주연상과 촬영상을 수상했다.

## 줄거리
석유 붐의 소용돌이 속에 20세기 초엽의 캘리포니아주. 광산 노동자 플레인뷰(다니엘 데이루이스)는 석유가 나오는 원천이 있다는 소식을 듣는다. 아들(딜런 프리지어)과 함께 석유 채굴 사업에 뛰어든 플레인뷰는 이상한 욕망으로 부와 권력을 차지한다.

## 배역
- 대니얼 데이 루이스 - 대니얼 플레인뷰
- 폴 다노 - 폴 선데이 / 일라이 선데이
- 키어런 하인즈 - 플레처
- 케빈 J. 오코너 - 헨리 플레인뷰
- 딜런 프리지어 - H.W. 플레인뷰

## 참고 문헌
- https://www.cinematoday.jp/movie/T0005853